# Po di Monticelli Pavese e Chignolo Po
Po di Monticelli Pavese e Chignolo Po este o arie protejată (arie de protecție specială avifaunistică — SPA) din Italia întinsă pe o suprafață de 290 ha, integral pe uscat.

## Localizare
Centrul sitului Po di Monticelli Pavese e Chignolo Po este situat la coordonatele 45°07′24″N 9°32′09″E / 45.123451°N 9.535769°E.

## Înființare
Situl Po di Monticelli Pavese e Chignolo Po a fost declarat arie de protecție specială avifaunistică în martie 2007 pentru a proteja 102 specii de animale.

## Biodiversitate
Situată în ecoregiunea continentală, aria protejată conține 2 habitate naturale: Păduri aluvionare cu Alnus glutinosa și Fraxinus excelsior (Alno-Padion, Alnion incanae, Salicion albae), Râuri cu maluri nămoloase cu vegetație de Chenopodion rubri p.p. și Bidention p.p..
La baza desemnării sitului se află mai multe specii protejate:
- păsări (93): lăcar-de-mlaștină (Acrocephalus palustris), fluierar de munte (Actitis hypoleucos), pițigoi codat (Aegithalos caudatus), pescăruș albastru (Alcedo atthis), rață mare (Anas platyrhynchos), fâsă de luncă (Anthus pratensis), fâsă de pădure (Anthus spinoletta), egretă mare (Ardea alba), stârc cenușiu (Ardea cinerea), Bubulcus ibis, pasărea ogorului (Burhinus oedicnemus), șorecarul comun (Buteo buteo), fugaci de țărm (Calidris alpina), fugaci mic (Calidris minuta), bătăuș (Calidris pugnax), sticlete (Carduelis carduelis), Cettia cetti,  prundaș gulerat mic (Charadrius dubius), prundaș gulerat mare (Charadrius hiaticula), florinte (Chloris chloris), erete de stuf (Circus aeruginosus), erete vânăt (Circus cyaneus), porumbel gulerat (Columba palumbus), cioară grivă (Corvus cornix), cuc (Cuculus canorus), lăstun de casă (Delichon urbicum), ciocănitoare pestriță mare (Dendrocopos major), egretă mică (Egretta garzetta), presură sură (Emberiza calandra), presură de grădină (Emberiza hortulana), presură de stuf (Emberiza schoeniclus), măcăleandru (Erithacus rubecula), șoim de iarnă (Falco columbarius), șoim călător (Falco peregrinus), șoimul rândunelelor (Falco subbuteo), vânturel de seară (Falco vespertinus), muscar negru (Ficedula hypoleuca), cinteză (Fringilla coelebs), Fringilla montifringilla, lișiță (Fulica atra), ciocârlan (Galerida cristata), becațină comună (Gallinago gallinago), găinușă de baltă (Gallinula chloropus), piciorong (Himantopus himantopus), Hippolais polyglotta, rândunică (Hirundo rustica), stârc pitic (Ixobrychus minutus), sfrâncioc roșiatic (Lanius collurio), pescăruș argintiu (Larus cachinnans), pescăruș sur (Larus canus), Larus michahellis, pescăruș râzător (Larus ridibundus), câneparul (Linaria cannabina), ciocârlie de pădure (Lullula arborea), privighetoare (Luscinia megarhynchos), prigoare (Merops apiaster), codobatură galbenă (Motacilla alba), codobatură de munte (Motacilla cinerea), muscar sur (Muscicapa striata), Numenius arquata arquata, stârc de noapte (Nycticorax nycticorax), grangur (Oriolus oriolus), pițigoi mare (Parus major), vrabie de câmp (Passer montanus), cormoran mare (Phalacrocorax carbo), fazan (Phasianus colchicus), pitulice de munte (Phylloscopus collybita), pitulice sfârâitoare (Phylloscopus sibilatrix), pitulice-fluierătoare (Phylloscopus trochilus), coțofană (Pica pica), ciocănitoarea verde (Picus viridis), ploier auriu (Pluvialis apricaria), brumăriță de pădure (Prunella modularis), mărăcinar (Saxicola rubetra), cănăraș (Serinus serinus), scatiu (Spinus spinus), chiră de baltă (Sterna hirundo), chiră mică (Sternula albifrons), turturică (Streptopelia turtur), graur (Sturnus vulgaris), silvie cu cap negru (Sylvia atricapilla), silvie de zăvoi (Sylvia borin), silvie de câmp (Sylvia communis), silvie-mică (Sylvia curruca), fluierar negru (Tringa erythropus), fluierar de mlaștină (Tringa glareola), fluierar cu picioare verzi (Tringa nebularia), fluierarul de zăvoi (Tringa ochropus), fluierar de lac (Tringa stagnatilis), fluierarul cu picioare roșii (Tringa totanus), pănțărușul (Troglodytes troglodytes), mierlă (Turdus merula), nagâț (Vanellus vanellus)
- nevertebrate (1): Osmoderma eremita
- pești (8): sturion de adriatica (Acipenser naccarii), Alosa fallax, Barbus plebejus, Chondrostoma soetta, Cobitis bilineata, Protochondrostoma genei, Rutilus pigus, Sabanejewia larvata

Pe lângă speciile protejate, pe teritoriul sitului au mai fost identificate 17 specii de plante, 3 specii de amfibieni, 18 specii de mamifere, 3 specii de nevertebrate, 6 specii de pești, 4 specii de reptile.